# Otún (rijeka)
Otún je rijeka u Kolumbiji, pritoka rijeke Cauce. Pripada porječju rijeke Magdalene.